# Bataille de Tarakan (1945)
Pour les articles homonymes, voir Bataille de Tarakan.
Seconde Guerre mondiale
Batailles
Campagne de Bornéo (1945)
- Tarakan
- Bornéo du Nord
- Labuan
- Balikpapan

La bataille de Tarakan désigne l'assaut amphibie australien, appuyé par des unités aériennes et navales américano-australiennes, sur l'île de Tarakan durant la reconquête de Bornéo pendant la Seconde Guerre mondiale.

## Préambule
Tarakan, lieu d'extraction pétrolier, est envahie par l'empire du Japon le 11 janvier 1942, le lendemain de la déclaration de guerre du Japon aux Pays-Bas et à ses colonies, notamment les Indes orientales néerlandaises.

## La bataille
La prise de l'aérodrome de l'île ainsi que l'utilisation de ses puits de pétrole ont motivé l'assaut allié.
Cet assaut constitue cependant une action militaire qui demeure contestée dans sa réelle utilité stratégique. Tarakan ne constituait pas en effet un objectif primordial tant par sa position géographique que par ses faibles infrastructures. D'autre part, les soldats japonais qui y étaient en garnison au début de l'assaut australien étaient déjà très isolés, coupés de tout soutien ou ravitaillement (d'autant plus que les eaux autour de l'île avaient été largement minées préalablement par les Alliés en 1944) et ne représentaient par conséquent qu'une menace militaire anecdotique.
L'île fut déclarée sécurisée par le commandement allié le 21 juin 1945, cependant des escarmouches intermittentes durèrent jusqu'à la mi-août 1945 et la fin de la guerre.

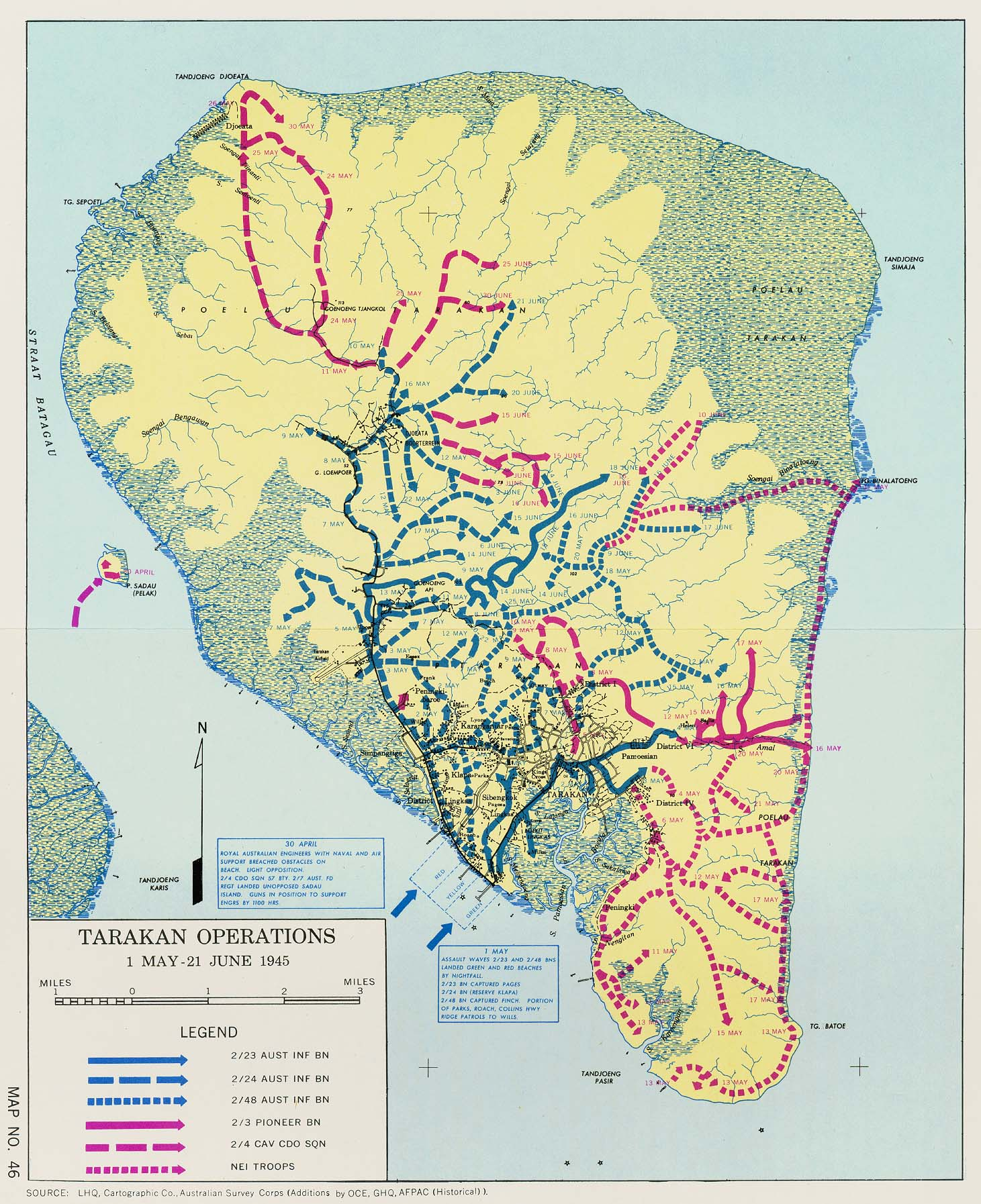
Mouvements et avancées australiennes sur Tarakan